# Korea Drama Awards
Korea Drama Awards (hangul: 코리아 드라마 어워즈) é uma premiação anual sul-coreana realizada para honrar as realizações de excelência na televisão da Coreia do Sul. É entregue pelo Korea Drama Festival desde o ano de 2007. Sua cerimônia é realizada no mês de outubro em Gyeongsang do Sul. O período de elegibilidade para concorrer a premiação é de outubro do ano anterior a setembro do ano atual. Os indicados são escolhidos a partir de dramas coreanos que foram ao ar nas três principais redes de transmissão (KBS, MBC e SBS) e canais a cabo.

## Categorias
- Grande Prêmio (Daesang)
- Melhor Drama
- Melhor Diretor de Produção
- Melhor Roteiro
- Prêmio Top Excelência, Ator
- Prêmio Top Excelência, Actress
- Prêmio de Excelência, Ator
- Prêmio de Excelência, Atriz
- Melhor Ator Coadjuvante
- Melhor Atriz Coadjuvante
- Melhor Ator Revelação
- Melhor Atriz Revelação
- Melhor Ator/Atriz Jovem
- Melhor Trilha Sonora Original
- Prêmio Especial do Júri